# Uquía
Uquía es una localidad ubicada en el departamento de Humahuaca, Provincia de Jujuy, Argentina. En ocasiones se la ha llamado Senador Pérez, que es el nombre de su estación ferroviaria, la cual homenajea al político conservador Domingo T. Pérez, que ejerciera como senador nacional durante más de treinta años.

## Ubicación
Ubicada en la Quebrada de Humahuaca 2.858 m s. n. m., se puede acceder por la Ruta nacional 9 desde San Salvador de Jujuy. por dicha ruta está a 12 km de Humahuaca, a 167 km de La Quiaca, a 15 km de Huacalera, a 30 km de Tilcara, a 54 km de Purmamarca y a 116 km de la capital jujeña.

## Atracciones turísticas

### Iglesia colonial
Históricamente la población formó parte de la Encomienda de Humahuaca desde mediados del siglo XVI hasta la extinción de la misma, que a lo largo de los siglos XVI, XVII y XVIII estuvo en manos de la familia Ortiz de Zárate, descendientes de Pedro Ortiz de Zárate, fundador de San Salvador de Jujuy por segunda vez. A finales del siglo XVIII la población de Uquía era de alrededor de 50 familias, lo que nos da un total de 236 personas, según el Libro de Matrícula de 1773, tomando en cuenta la población residente en el mismo Uquía y sin tener en cuenta otros anejos cercanos. La población siempre tuvo Gobernador de Indios o Curaca propio, independiente del de Humahuaca, no así el Protector de Indios que era el mismo y la comunidad sostenía dos Cofradías, eligiéndose anualmente sus mayordomos y priostes, en la fiesta de San Francisco de Paula. La mayoría de los habitantes tenían sembradíos para riego de los cuales tenían acequias, todavía hacia la mitad del siglo XIX se entablará un pleito entre estos agricultores y el Sr. Eraso por la posesión y utilización del agua que viene por la acequia comunitaria.
La iglesia de Uquía (declarada Monumento Histórico Nacional, el 14 de julio de 1941) levantada en honor de la Santa Cruz y bajo la advocación de San Francisco de Paula era una ayuda de Parroquia de la de Humahuaca. Fue terminada de construir en el año 1691 por el Maestre de campo Domingo Vieyra de la Mota, quien fue vicario y juez eclesiástico en 1691 y que ocupó el Beneficio de Humahuaca, Cochinoca y comisario de la Santa Cruzada. Por motivos de salud y por su dedicación a los otros cargos, pasaba gran parte del tiempo fuera de la jurisdicción de Humahuaca. La influencia jesuítica es notable, seguramente porque la familia Vieyra de la Mota,  entroncada con las familias fundadoras de Jujuy , encomenderos y gobernadores de Jujuy y Salta  (los Ortiz de Zárate, los Argañaraz y Murguía y los Goyechea) y  protectores de la Compañía de Jesús.
Cabe reseñar que en el año 1752/3 falleció en Uquía el Pbro. Pedro Lozano, un jesuita historiador, misionero y etnógrafo a quien se considera  padre la historia científica argentina, y que según la tradición está enterrado en la nave de la Iglesia (sin que esté identificado el lugar exacto). 

### Críadero de vicuñas
En la Quebrada de Humahuaca no hay casi vicuñas, las pocas que hay están en Uquía. Cruzando el río Grande por un puente y doblando a la izquierda se encuentra el Criadero de Vicuñas.

## Galería

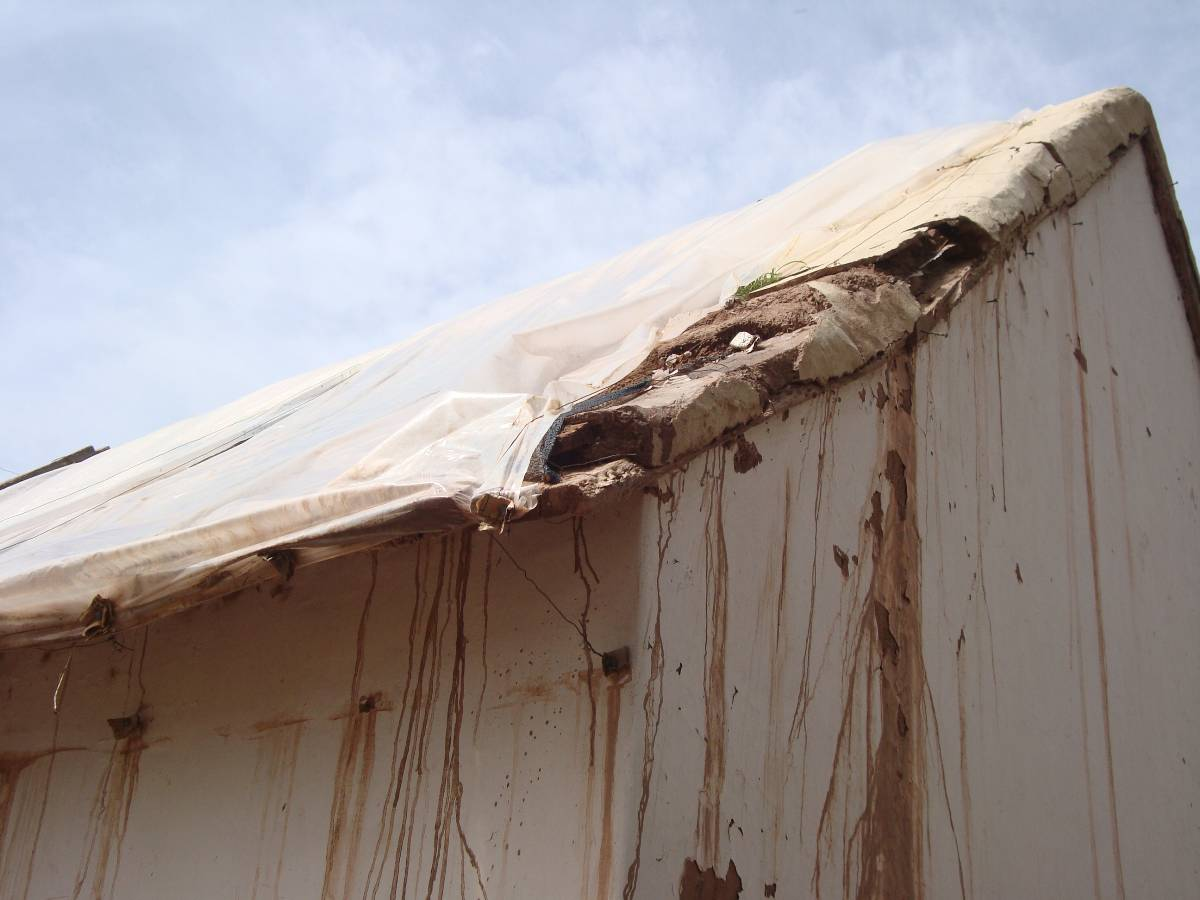
techo
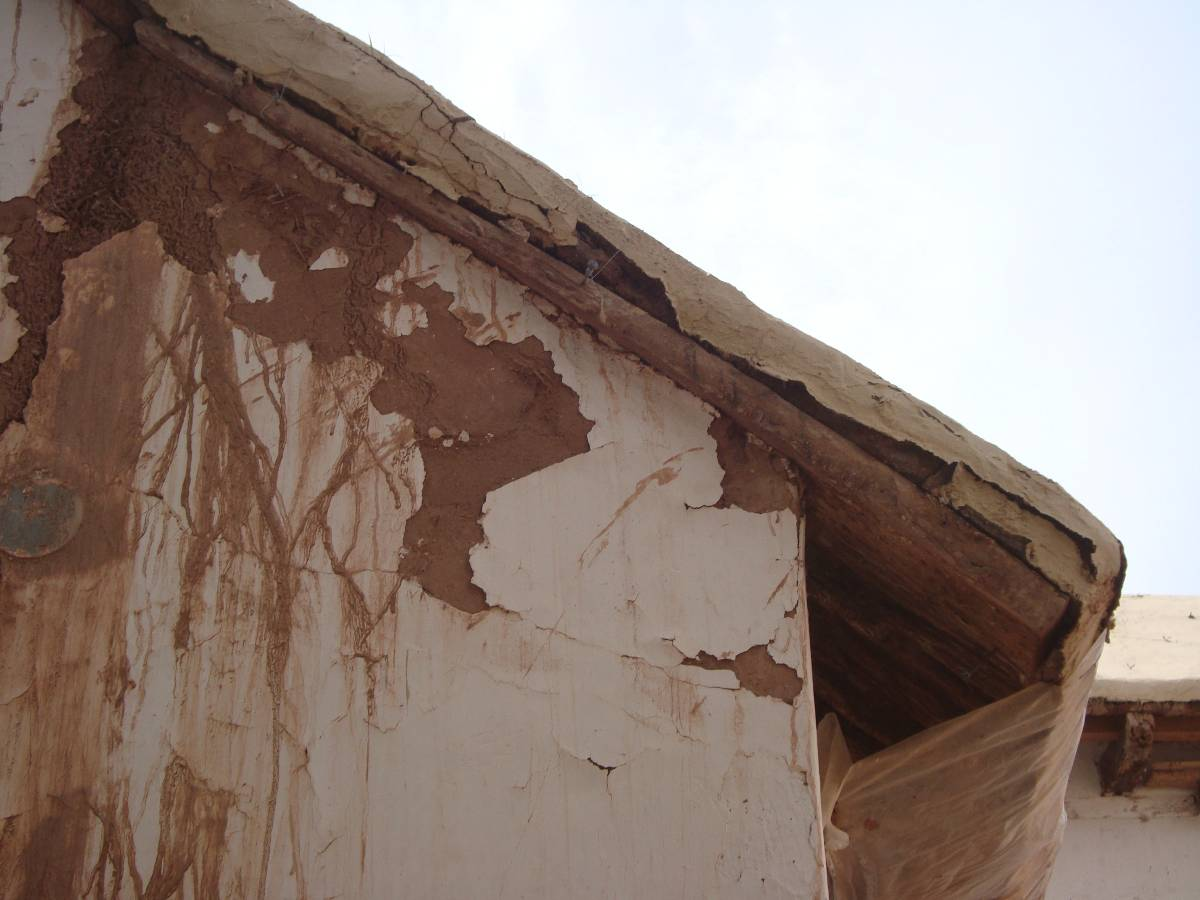
frente
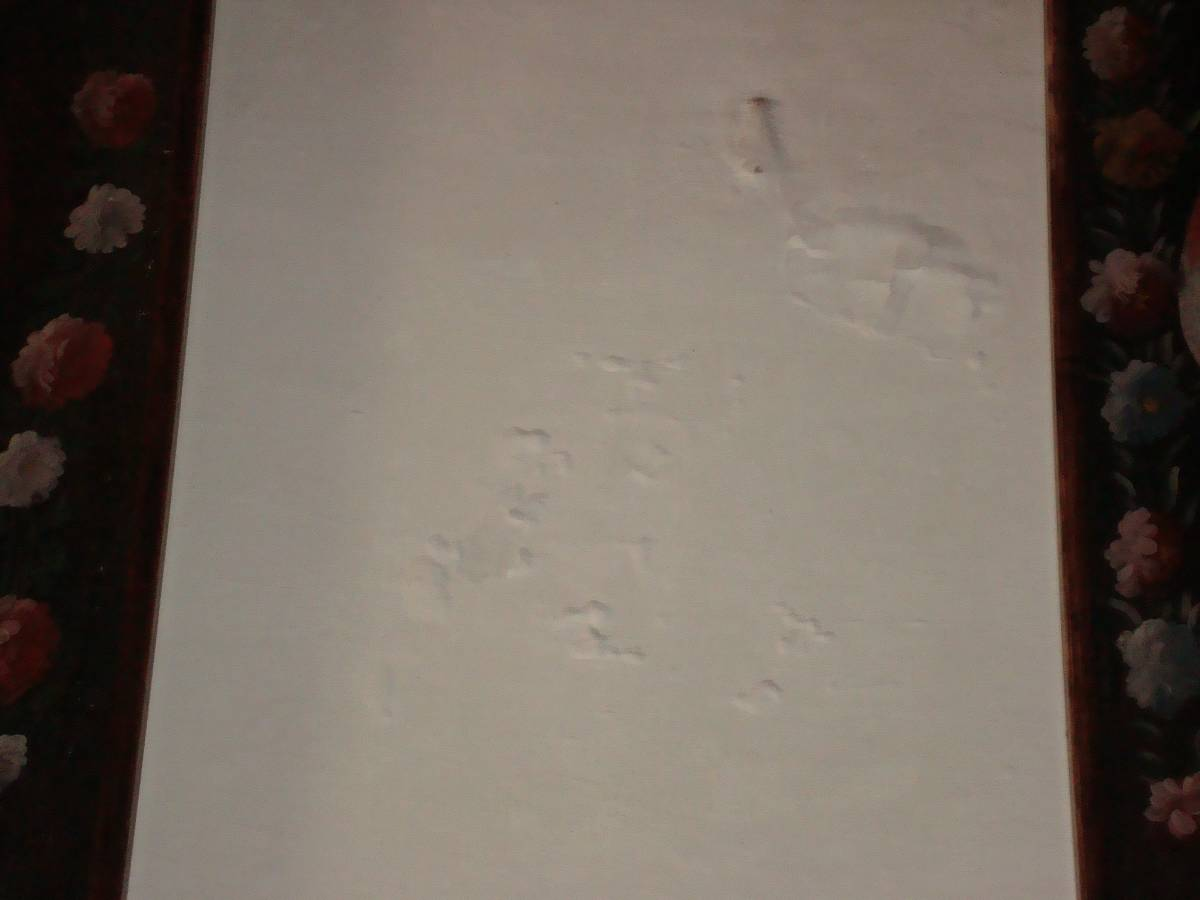
humedad

### Sismicidad
La sismicidad del área de Jujuy es frecuente y de intensidad baja, y un silencio sísmico de terremotos medios a graves cada 40 años.
- Sismo de 1863: aunque dicha actividad geológica catastrófica, ocurre desde épocas prehistóricas, el terremoto del 4 de enero de 1863 (162 años),[2] señaló un hito importante dentro de la historia de eventos sísmicos jujeños, con 6.4 Richter.[1]
- Sismo de 1948: el 25 de agosto de 1848 (176 años) con 7.0 Richter, el cual destruyó edificaciones y abrió numerosas grietas en inmensas zonas[2][1]
- Sismo de 2011: el 6 de octubre de 2011 (13 años) con 6.2 Richter, produjo rotura de vidrios y mampostería.[1]